# 方法論的個人主義
方法論的個人主義 (ほうほうろんてきこじんしゅぎ、英: Methodological individualism) とは、社会構造やその変化を、個人の意思決定の集積として説明し理解する考え方をいう。原子論的個人主義ともいわれる。方法論的集団主義あるいは方法論的全体主義に対立する。方法論的個人主義を分析の方法として具体化した一例が合理的選択理論である。
方法論的個人主義のもっとも極端な立場では「社会全体」は存在せず、ただ「その部品の合計」だけが存在すると考える(atomism)。これは還元主義(reductionism)、つまり、より小さな存在に言及することによる、全ての大きな実在の説明の還元としても記述されてきた。

## 歴史
方法論的個人主義が自覚的に浮かび上がったのは、ドイツ/オーストリアにおける経済学の方法論争を通してだった。経済学におけるオーストリア学派の創始者となったカール・メンガーは、ドイツ歴史学派の方法を批判して、個人の行動を基礎に経済学を組み立てる方法の有効性を主張した。社会科学の方法として方法論的個人主義を明確に位置づけたのは、シュンペーターである。それにより政治思想としての個人主義と社会科学の方法論としての個人主義とを明確に区別された。社会学へは、マックス・ウェーバーによって方法論的個人主義が導入されたとされるが、その方法論的個人主義はかなり特異なものであることには注意を要する。。シュンペーターの考えは、ルートヴィヒ・フォン・ミーゼス、フリードリヒ・ハイエク、カール・ポパーなどによって引き継がれたが、彼等は集産主義(Collectivism)への強い反対者であったから、政治的個人主義との区分はかならずしも明確ではない。

## 経済学における方法論的個人主義
新古典派経済学は、基本的に方法論的個人主義に立っている。ミクロ経済学の典型であるArrow-Debreuの理論では、個人は自己の効用関数をもち、予算制約下に自己の効用を最大化すると仮定されている(消費者行動の理論)。経済学のこの立場は、分析方法としては合理的選択理論とも呼ばれている。この方法は、近年(1950年代以降)、政治学の方法としても取り入れられている(公共選択論)。
このような考えに対しては、(1)個人の効用関数は、社会(周囲の人たち)による影響と形成を受けている(方法論的全体主義)、(2)人間の選好や効用は不合理なものである、(3)最適化しようとしているが、合理性の限界に阻まれている、という3種類の批判がある。(1)はヴェブレン、(3)はハーバート・サイモンの限定合理性などに起源ないし原型がある。

## 他分野における方法論的個人主義
ジョーン・ザイマンは、方法論的個人主義が社会生物学と進化心理学にも内在していると指摘している。。